# Quest for Glory
Quest for Glory — серія пригодницько-рольових комп'ютерних ігор спроектованих Корі та Лорі Ен Коул. В іграх серії комбінуються жарти, каламбури, загадки, теми та відомі персонажі, запозичені з різних легенд.
Спочатку серія називалась Hero's Quest.

## Серія
Серія складається з п'яти ігор, об'єднаних спільним сюжетом. Нові ігри часто звертаються до попередніх подій серії, у них зустрічаються персонажі із попередніх ігор серії. Персонаж гравця розпочинає першу гру як простий мандрівник, поступово, виконуючи нелінійні завдання, стаючи Героєм. Протягом ігор герой зустрічається із все більш могутніми опонентами, і йому допомагають все більш знайомі персонажі.
Quest for Glory відзначилася революційною на той час системою імпорту персонажа, яка дозволяла перенести його разом з усіма вміннями та власністю з однієї гри серії в іншу.
Гібридні за характером гри і темами, ігри відзначаються серйозним сюжетом, розбавленим в багатьох місцях гумором. Герою доведеться зустрітися із реальними загрозами та вчинити по-справжньому героїчні подвиги. Але, в той же час всюди вкраплені дурні деталі та перебільшення. Зокрема дуже часті дешеві каламбури. Навіть доходить до того, що завершення другої гри називає саме себе як «останню добірку пригод та жалюгідних каламбурів».

Ігри також містять декілька цікавих великодніх яєць, включно з кількома алюзіями на інші ігри Sierra. Наприклад, доктор Краніум із четвертої гри — алюзія на Замок доктора Брейна.
Кожна гра запозичувала мотиви із іншої культури та міфології (по порядку: з  германської міфології / казок, близькосхідної/Арабських ночей; єгипетської/Африканського фольклору; слов'янської міфології / східноєвропейського фольклору; і, кінець-кінцем, грецької.
Були певні критичні відгуки щодо того, що ігри серії забирають чимало часу. Зокрема, для більшого реалізму, для того, щоб герой розвинув певне вміння, гравець має повторювати безліч разів певні дії. Наприклад, злазити / залазити на дерево. Або, щоб трапилась певна подія має пройти певний час, і гравець має до того безцільно блукати.

## Ігри
- Quest for Glory: So You Want to Be a Hero (1989; VGA remake released in 1991)
- Quest for Glory II: Trial by Fire (1990; Authorised VGA style remake by AGD Interactive released in 2008)
- Quest for Glory III: Wages of War (1992)
- Quest for Glory IV: Shadows of Darkness (1994)
- Quest for Glory V: Dragon Fire (1998)